# Recifes internationella flygplats
Recifes internationella flygplats (engelska: Recife/Guararapes–Gilberto Freyre International Airport) är en flygplats i Brasilien.   Den ligger i kommunenRecife och delstaten Pernambuco, i den östra delen av landet, 1 600 km nordost om huvudstaden Brasília. Recifes internationella flygplats ligger 10 meter över havet.
Terrängen runt Recifes internationella flygplats är platt. Havet är nära Recifes internationella flygplats åt sydost. Trakten är tätbefolkad. Närmaste större samhälle är Recife, 9,3 km nordost om Recifes internationella flygplats.